# Johannisegge–Schornstein
Das Naturschutzgebiet Johannisegge-Schornstein ist ein Naturschutzgebiet auf dem Gebiet der Stadt Borgholzhausen mit einer Größe von 225,47 Hektar. Die Fläche liegt in der Nähe der Landesgrenze zu Niedersachsen und wird mit der Nummer GT-035 geführt. In der Nähe verläuft die Weser-Ems-Wasserscheide.
Das Gebiet wurde zur Erhaltung von auf extremen Süd- bzw. Südwestausrichtungen gewachsenen Buchen-Laubwäldern ausgewiesen, die aus der Niederwaldwirtschaft hervorgegangen sind.

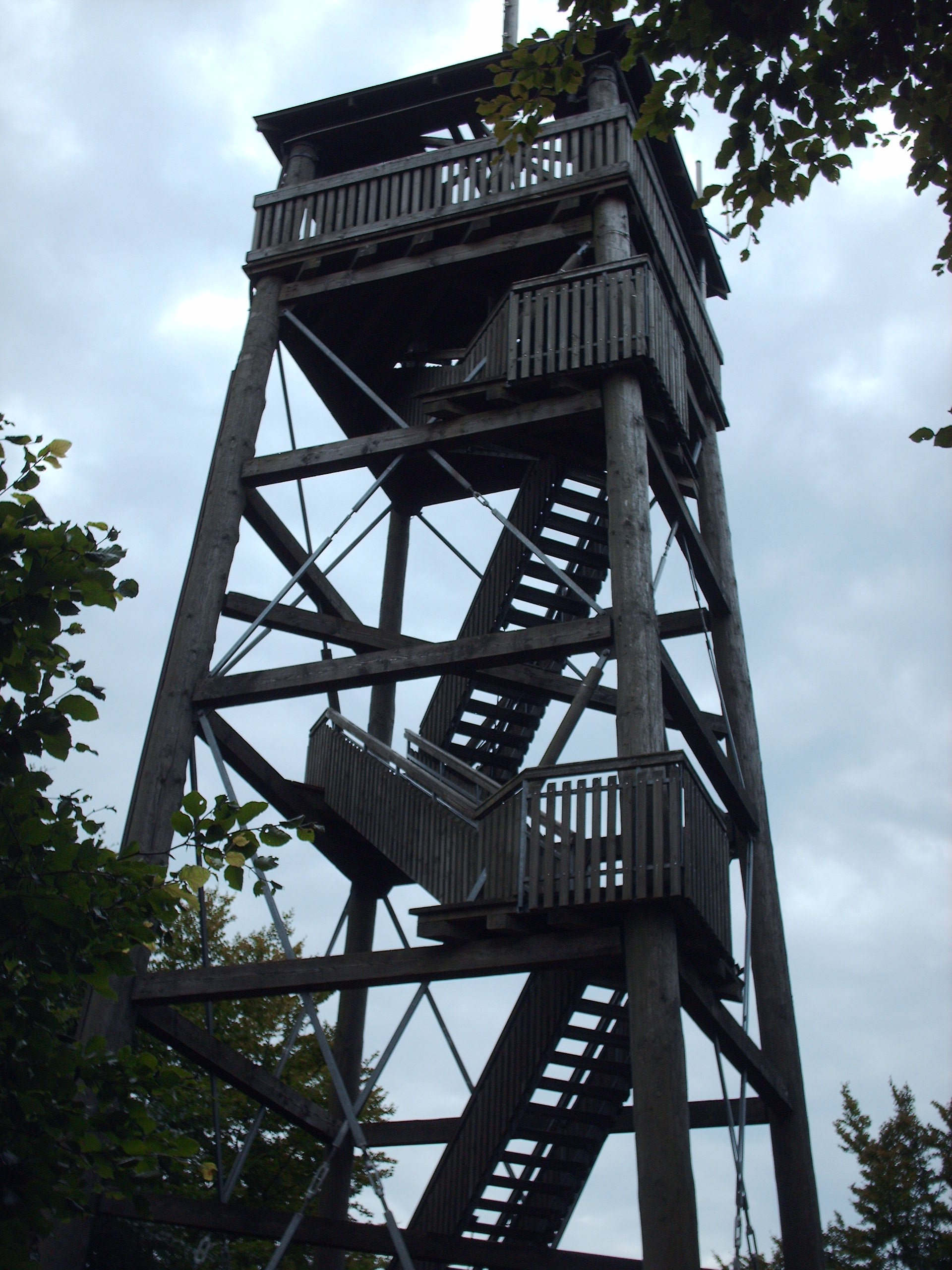
Der Luisenturm

Auf der Johannisegge (291 m) wurde 1893 im Gedenken an Luise von Preußen ein hölzerner Aussichtsturm errichtet. Heute bietet der mittlerweile vierte Luisenturm, der 1991 mit einer Höhe von 21 Metern eingeweiht wurde, eine Sicht über das gesamte Stadtgebiet. Bei guten Sichtbedingungen reicht der Blick bis zur Porta Westfalica im Nordosten, sowie weit ins Münsterland Richtung Südwesten. Der Luisenturm liegt direkt am Hermannsweg, einem 156 km langen Wanderweg, der von Rheine bis zum Lippischen Velmerstot führt.
Auf der südlich gelegenen Fläche liegt der Bönkersche Steinbruch, der von der Stadt Borgholzhausen für Veranstaltungen (beispielsweise Theateraufführungen) genutzt wird.
Zentral in der Fläche, aber nicht zum Naturschutzgebiet gehörend, liegt eine stillgelegte NATO-Station, die zwischen 1958 und 1983 durch die Niederländischen Luftstreitkräfte und zum Teil auch durch die Streitkräfte der Vereinigten Staaten genutzt wurde. Das abgezäunte Gelände dient heute Fledermäusen als Zuflucht und ist Standort von zwei Windrädern, die bis zu 14 % der Borgholzhausener Haushalte mit Strom versorgen können.